# Dominique Vidal (ingénieur)
Pour les articles homonymes, voir Dominique Vidal (homonymie) et Vidal.
Dominique Vidal est associé chez Index Ventures, une société mondiale de capital-risque ayant des bureaux à Londres et à San Francisco. Il était auparavant directeur général de Yahoo! Europe.

## Enfance et éducation
Dominique Vidal est né à Narbonne, dans le sud de la France, a grandi principalement à Toulouse, dans le sud-ouest de la France, et a étudié à Paris. Il est titulaire d'une maîtrise de l'école d'ingénieur française Supélec (Promotion 1988).

## Carrière
Dominique Vidal a commencé sa carrière chez Schlumberger où il a travaillé pendant dix ans dans le marketing de produit et le développement commercial dans les secteurs des télécommunications et des cartes à puce en France, aux États-Unis et en Asie. Par la suite, il est devenu associé chez Banexi Ventures, une société de capital-risque dont le siège est à Paris, où il a dirigé des investissements dans plusieurs sociétés dont Kelkoo, un moteur de recherche européen, Algety et In-Fusio. Il est ensuite devenu directeur général de Kelkoo jusqu'à son acquisition par Yahoo! en mars 2004, date à laquelle il est devenu directeur général de Yahoo! Europe jusqu'en 2007.
En 2007, il a rejoint le bureau londonien d'Index Ventures en tant qu'associé. Chez Index Ventures, il a été impliqué dans un certain nombre de sociétés de portefeuille, dont ASOS, une entreprise de commerce électronique de vêtements et cosmétiques principalement destinée à une clientèle jeune.
En 2019, il siégeait au conseil d'administration de Criteo.